# Ballston Spa
Ballston Spa ist eine Ortschaft im Saratoga County (US-Bundesstaat New York). Die Stadt wurde nach einem der ersten Siedler und Geistlichem Eliphalet Ball benannt.

## Geographie
Der Ort liegt im Osten des Staates New York ca. 50 km nördlich der Hauptstadt Albany.

## Geschichte
Die erste Besiedlung der Region erfolgte 1763 durch Michael und Nicholas McDonald westlich des heutigen Ballston Lake. Im Jahr 1770 kam der Geistliche Rev. Eliphalet Ball mit seinen drei Söhnen – John, Stephen und Flamen – und mit mehreren Mitgliedern seiner Gemeinde aus Bedford, NY. Eliphalet Ball kaufte das Gebiet von den Brüdern, einschließlich des Rechts, die Stadt nach sich zu benennen und nannte sie „Ball’s Town“. Im Laufe der Zeit wurde der Name in „Ballston“ verkürzt.

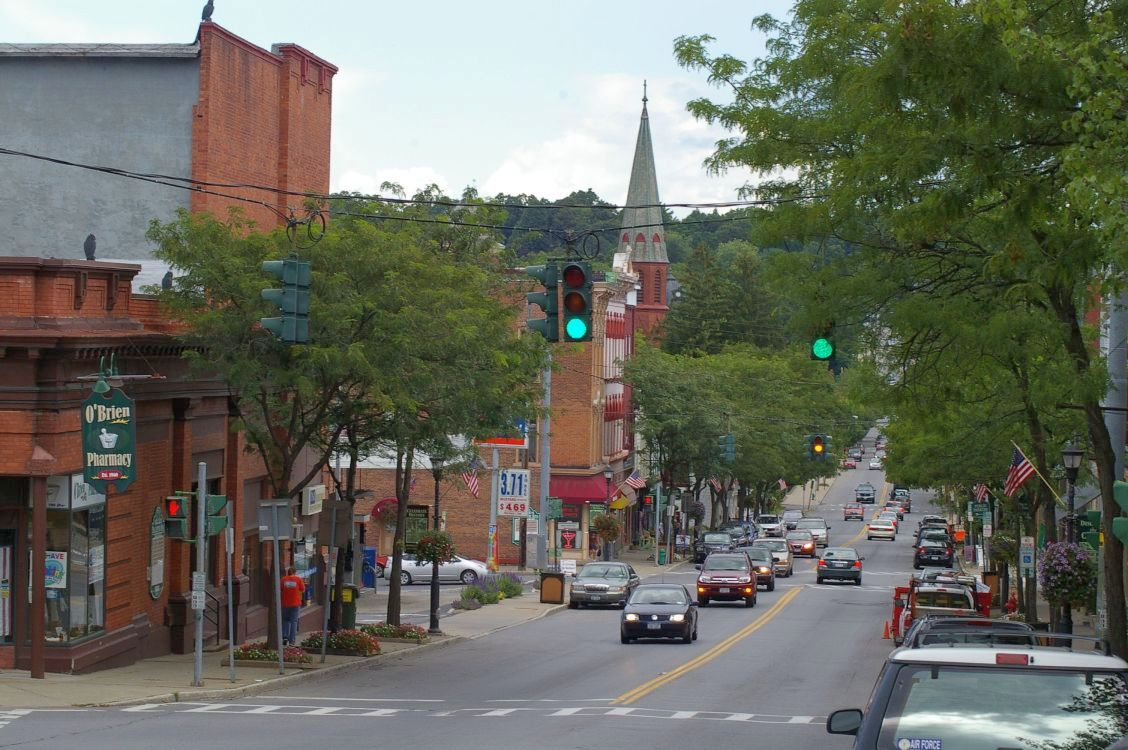
Die Hauptstraße von Ballston Spa (Milton Ave.)

Benajah Douglas (Vater des Präsidentschaftskandidaten von 1860 Stephen A. Douglas) errichtete 1787 das erste Wirtshaus mit Hotel in der Nähe einer Naturquelle. 1803 baute der New Yorker Industrielle Nicholas Low das „Ballston Spa Sans Souci Hotel“, zu der Zeit das größte Hotel in den Vereinigten Staaten. Gäste waren Präsidenten, Senatoren und wohlhabende Privatleute. Das Dorf war zu der Zeit bekannt für seine Mineralquellen, deren Wasser in den Sanatorien verwendet wurde.

## Trivia
Das Ortszentrum diente als Kulisse für mehrere Hollywoodfilme (z. B. Der Pferdeflüsterer und So wie wir waren).
Jedes Jahr findet in Ballston Spa ein über die Region hinaus bekanntes Filmfestival statt.
In Ballston Spa befindet sich das „Nation Bottle Museum“.

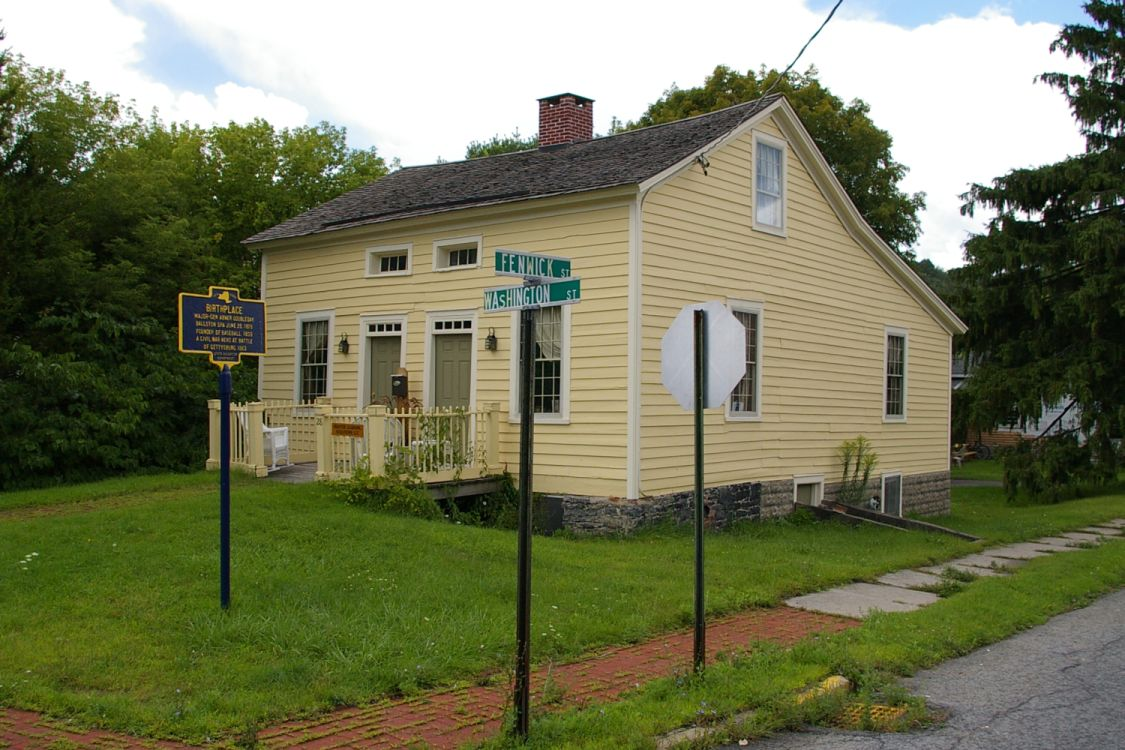
Geburtshaus von Abner Doubleday

## Mit Ballston Spa verbunden
- Der Offizier Abner Doubleday (1819–1893) wurde in Ballston Spa geboren.
- Der Politiker George West (1823–1901) lebte in Ballston Spa.
- Arthur W. Sleight wurde 1939 in Ballston Spa geboren.
- Der Eisschnellläufer Trevor Marsicano (* 1989) wurde in Ballston Spa geboren.
- Der Eisschnellläufer John Wurster (* 1948) lebte in Ballston Spa.